# Banánové rybičky
Banánové rybičky jsou zábavná talk show Haliny Pawlowské v České televizi. Vysílala se od 11. února 1999 do 27. prosince 2007, zprvu jako čtrnáctideník, od září 1999 týdně. Banánové rybičky byly jedním z nejpopulárnějších pořadů ČT; dostaly diváckou cenu TýTý jako pořad roku 2000, 2001 a 2002, v následujících dvou letech byly druhé.
Stopáž činila zhruba 30 minut. Jednotlivé díly měly podtitul „jak přežít (substantivní vazbu)“, v pozdějších letech i volnější „jak (infinitivní vazba)“. Na toto téma Pawlowská diskutovala s dvojicí hostů (v prvních dvou dílech byli tři a v 9. díle „jak přežít diety“ samotný Marián Labuda), recitovala humorné básně a pouštěla stručné ukázky z komediálních filmů. Charakteristickou podobu pořadu dotvářela hudba Alexeje Charváta s animacemi barevných rybiček podle návrhu Pavla Šťastného v titulcích a předělech.
Název pochází z povídky J. D. Salingera „Den jako stvořený pro banánové rybičky“ (A Perfect Day for Bananafish, 1948, č. in: Deset novel, Československý spisovatel 1958 a Salinger: Devět povídek, 1971) o sebevraždě Seymoura Glasse; spolu s podtitulem má vyjadřovat, „že bychom v žádné situaci neměli smysl pro život ztratit a [Pawlowská v pořadu] snaží se ho zábavně najít za jakýchkoliv okolností“.
Pořad vyrábělo studio ČT Brno; natáčelo se před živým publikem. Pawlowská při produkci spolupracovala s časopisy Šťastný Jim, Reader's Digest Výběr, z nichž pocházejí některé citace (až od roku 2003, kdy ji Reader's Digest Výběr obvinil, že některé historky přebírá bez uvedení původu z jeho rubriky čtenářských příspěvků; spor se vyřešil mimosoudně) a videodistributorem Warner Home Video, který poskytoval ukázky z filmů.
Z pořadu byl vydán výběr na CD Banánové perličky (Supraphon 2002) a Banánové rybičky (Supraphon 2003) a Pawlowské knihy Banánové rybičky (Motto 2000, ISBN 80-7246-065-X) a Banánové chybičky (Motto 2003, ISBN 80-7246-181-8).